# 드니 아피아
드니 아피아(프랑스어: Dennis Appiah, 1992년 6월 9일 ~ )는 가나계 프랑스인 축구 선수이며, 포지션은 미드필더이다. 현재 생테티엔에서 활동하고 있다.